# Condado de Crook (Wyoming)
El condado de Crook (en inglés: Crook County) fundado en 1875 es un condado en el estado estadounidense de Wyoming. En el 2000 el condado tenía una población de 5.887 habitantes en una densidad poblacional de una persona por km². La sede del condado es Sundance.

## Geografía
Según la Oficina del Censo, el condado tiene un área total de 7436 km² (2871,0 mi²), de la cual 7407 km² (2859,8 mi²) es tierra y 31 km² (12,0 mi²) (0.42%) es agua.

### Condados adyacentes
- Condado de Campbell - oeste
- Condado de Weston - sur
- Condado de Lawrence - este
- Condado de Butte - este
- Condado de Carter - norte
- Condado de Powder River - noroeste

### Carreteras
- Interestatal 90
- U.S. Highway 14
- U.S. Highway 16
- U.S. Highway 212
- Wyoming Highway 24
- Wyoming Highway 51
- Wyoming Highway 111
- Wyoming Highway 112
- Wyoming Highway 113
- Wyoming Highway 116
- Wyoming Highway 585

## Demografía
En el 2000 la renta per cápita promedia del condado era de $$35,601, y el ingreso promedio para una familia era de $43,105. En 2000 los hombres tenían un ingreso per cápita de $34,483 versus $18,967 para las mujeres. El ingreso per cápita para el condado era de $17,379. Alrededor del 9.10% de la población estaba bajo el umbral de pobreza nacional.

## Comunidades

### Pueblos
- Hulett
- Moorcroft
- Pine Haven
- Sundance

### Otras comunidades
- Aladdin
- Alva
- Beulah